# Schistochila stratosa
Schistochila stratosa là một loài rêu tản trong họ Schistochilaceae. Loài này được (Mont.) A. Evans miêu tả khoa học lần đầu tiên năm 1892.